# Ekaterina Koneva
Ekaterina Koneva (in russo Екатерина Конева?; Chabarovsk, 25 settembre 1988) è una triplista russa.

## Biografia
Dopo due successi alle Universiadi nel salto triplo, è stata campionessa mondiale nella medesima specialità al coperto nel 2014. Nel 2013 si classificò al secondo posto ai campionati del mondo di atletica leggera 2013.

## Progressione

### Salto in lungo
| Stagione | Risultato         | Luogo   | Data      | Rank. Mond. |
| -------- | ----------------- | ------- | --------- | ----------- |
| 2013     | 6,44 m (-0,2 m/s) | Mersin  | 7-9-2013  | 111ª        |
| 2012     | 6,56 m (+0,4 m/s) | Soči    | 26-5-2012 | 86ª         |
| 2011     | 6,70 m (+0,0 m/s) | Brjansk | 18-6-2011 | 40ª         |

### Salto triplo
| Stagione | Risultato          | Luogo     | Data      | Rank. Mond. |
| -------- | ------------------ | --------- | --------- | ----------- |
| 2013     | 14,82 m (-0,2 m/s) | Kazan'    | 11-7-2013 | 3ª          |
| 2012     | 14,36 m (+0,6 m/s) | Mosca     | 11-6-2012 | 24ª         |
| 2011     | 14,46 m (+1,2 m/s) | Brjansk   | 19-6-2011 | 19ª         |
| 2010     | 13,93 m            | Čeboksary | 3-7-2010  | 48ª         |

### Salto triplo indoor
| Stagione | Risultato | Luogo     | Data      | Rank. Mond. |
| -------- | --------- | --------- | --------- | ----------- |
| 2014     | 14,65 m   | Samara    | 30-1-2014 | 1ª          |
| 2013     | 14,42 m   | Samara    | 31-1-2013 | 4ª          |
| 2012     | 14,60 m   | Krasnodar | 29-1-2012 | 4ª          |
| 2011     | 14,18 m   | Mosca     | 17-2-2011 | 15ª         |

## Palmarès
| Anno | Manifestazione  | Sede     | Evento       | Risultato | Prestazione | Note                                                     |
| ---- | --------------- | -------- | ------------ | --------- | ----------- | -------------------------------------------------------- |
| 2011 | Universiadi     | Shenzhen | Salto triplo | Oro       | 14,25 m     | Miglior prestazione personale                            |
| 2013 | Universiadi     | Kazan'   | Salto triplo | Oro       | 14,82 m     | Miglior prestazione personale · Record delle Universiadi |
| 2013 | Mondiali        | Mosca    | Salto triplo | Argento   | 14,81 m     |                                                          |
| 2014 | Mondiali indoor | Sopot    | Salto triplo | Oro       | 14,46 m     |                                                          |
| 2014 | Europei         | Zurigo   | Salto triplo | Argento   | 14,69 m     |                                                          |
| 2015 | Europei indoor  | Praga    | Salto triplo | Oro       | 14,69 m     | Miglior prestazione personale                            |
| 2015 | Universiadi     | Gwangju  | Salto triplo | Oro       | 14,60 m     |                                                          |
| 2015 | Mondiali        | Pechino  | Salto triplo | 7ª        | 14,37 m     |                                                          |

## Altre competizioni internazionali
2015
- Campionati europei a squadre di atletica leggera ( Čeboksary)